# Liste der Abgeordneten im Mährischen Landtag 1884–1890
Diese Liste nennt die Abgeordneten zum Mährischen Landtag in der fünften Wahlperiode 1884–1890.

## Landesausschuss
| Funktion                       | Abgeordneter                    | Anmerkung                                                         |
| ------------------------------ | ------------------------------- | ----------------------------------------------------------------- |
| Landeshauptmann                | Graf Felix Vetter von der Lilie | Kämmerer, Rittmeister a. D. und Gutsbesitzer                      |
| Landeshauptmann-Stellvertreter | Franz Aloys Ritter von Šrom     | Dr. jur., Advokat, Präsident der Staasschulden-Kontrollkommission |
| Beisitzer                      | Graf Heinrich Belrupt-Tissac    |                                                                   |
| Beisitzer                      | Joseph Fanderlik                | Dr. jur., Advokat                                                 |
| Beisitzer                      | Carl Frendl                     | Dr. jur., Notar                                                   |
| Beisitzer                      | Hugo Ritter von Manner          | Dr. jur., Gutsbesitzer                                            |
| Beisitzer                      | Adolph Promber                  | Dr. jur., Advokat und Reichsratsabgeordneter                      |
| Beisitzer                      | Franz Aloys Ritter von Šrom     | Dr. jur., Advokat, Präsident der Staasschulden-Kontrollkommission |

## Landtag
| Kurie                      | Wahlkreis                       | Abgeordneter                                | Anmerkung                                                        |
| -------------------------- | ------------------------------- | ------------------------------------------- | ---------------------------------------------------------------- |
| Virilstimme                | 0                               | Friedrich Landgraf von Fürstenberg          | Fürst-Erzbischof von Olmütz                                      |
| Virilstimme                | 0                               | Franziskus von Sales Bauer                  | Bischof von Brünn                                                |
| Großgrundbesitz            | Fideikommissbesitzer            | Graf Egbert Belcredi                        | Gutsbesitzer in Lösch                                            |
| Großgrundbesitz            | Fideikommissbesitzer            | Graf Carl von Lützow                        | (1885)                                                           |
| Großgrundbesitz            | Fideikommissbesitzer            | Graf Felix Vetter von der Lilie             | Kämmerer, Rittmeister a. D. und Gutsbesitzer (ab 1886, bis 1889) |
| Großgrundbesitz            | Fideikommissbesitzer            | Graf Alois Serényi                          |                                                                  |
| Großgrundbesitz            | Fideikommissbesitzer            | Graf Ferdinand Spiegel von Diesenberg       |                                                                  |
| Großgrundbesitz            | Fideikommissbesitzer            | Freiherr Rudolph von Stillfried             |                                                                  |
| Großgrundbesitz            | Fideikommissbesitzer            | Graf Otto Serényi                           | (1890)                                                           |
| Großgrundbesitz            | Übrige                          | Joseph Aresin-Faiton                        | Gutsbesitzer                                                     |
| Großgrundbesitz            | Übrige                          | Freiherr Paul von Badenfeld                 |                                                                  |
| Großgrundbesitz            | Übrige                          | Freiherr Alfred von Baillou                 |                                                                  |
| Großgrundbesitz            | Übrige                          | Graf Heinrich Belrupt-Tissac                |                                                                  |
| Großgrundbesitz            | Übrige                          | Graf Sigmund Berchtold                      | Geheimrat                                                        |
| Großgrundbesitz            | Übrige                          | Johann Ritter von Chlumecky                 | Geheimrat                                                        |
| Großgrundbesitz            | Übrige                          | Graf Adolph Dubský                          | Kämmerer                                                         |
| Großgrundbesitz            | Übrige                          | Guido Dubsky                                | Gutsbesitzer                                                     |
| Großgrundbesitz            | Übrige                          | Freiherr Joseph Eichoff                     | Geheimrat                                                        |
| Großgrundbesitz            | Übrige                          | Ludwig Frankl                               | Gutsbesitzer                                                     |
| Großgrundbesitz            | Übrige                          | Graf Ludwig Herberstein                     | Gutsbesitzer                                                     |
| Großgrundbesitz            | Übrige                          | Freiherr Franz von Hopfen                   | Gutsbesitzer                                                     |
| Großgrundbesitz            | Übrige                          | Graf Friedrich Jenisson-Wallworth           | Gutsbesitzer                                                     |
| Großgrundbesitz            | Übrige                          | Freiherr Hubert von Klein                   |                                                                  |
| Großgrundbesitz            | Übrige                          | Freiherr Max Kübeck                         |                                                                  |
| Großgrundbesitz            | Übrige                          | Hugo Ritter von Manner                      | Gutsbesitzer                                                     |
| Großgrundbesitz            | Übrige                          | Graf Joseph Niemptsch                       |                                                                  |
| Großgrundbesitz            | Übrige                          | Freiherr Theodor von Podstatzky             | Gutsbesitzer                                                     |
| Großgrundbesitz            | Übrige                          | Fürst Hugo Salm zu Reifferscheidt-Krautheim | Reichsratsabgeordneter                                           |
| Großgrundbesitz            | Übrige                          | Freiherr Carl Seydel                        | Gutsbesitzer                                                     |
| Großgrundbesitz            | Übrige                          | Freiherr Alfred Skene jun.                  | Gutsbesitzer                                                     |
| Großgrundbesitz            | Übrige                          | Freiherr Ludwig von Stahl                   | Gutsbesitzer                                                     |
| Großgrundbesitz            | Übrige                          | Emil von Tersch                             | Gutsbesitzer                                                     |
| Großgrundbesitz            | Übrige                          | Graf Victor Widmann-Sedlnitzky              | Kämmerer (1885)                                                  |
| Großgrundbesitz            | Übrige                          | Graf Felix Vetter von der Lilie             | Kämmerer, Rittmeister a. D. und Gutsbesitzer (1890)              |
| Großgrundbesitz            | Übrige                          | Graf Carl Zierotin                          | Gutsbesitzer                                                     |
| Landeshauptstadt Brünn     | 0                               | Friedrich Wannick                           | Fabrikant in Brünn (bis 1886)                                    |
| Landeshauptstadt Brünn     | 0                               | Gustav Winterholler                         | Bürgermeister von Brünn (ab 1887)                                |
| Landeshauptstadt Brünn     | 0                               | Christian Ritter von d’Elvert               | p. H. R. in Brünn                                                |
| Landeshauptstadt Brünn     | 0                               | Ludwig Merores                              | Dr. jur., Advokat in Brünn, Advokat in Brünn                     |
| Landeshauptstadt Brünn     | 0                               | Wilhelm Zellwecker                          | Bezirksvorsteher in Alt-Brünn                                    |
| Handels- und Gewerbekammer | Brünn                           | Rudolph Auspitz                             | Zuckerfabrikbesitzer in Rohatetz                                 |
| Handels- und Gewerbekammer | Brünn                           | Julius Gomperz                              | Kammerpräsident in Brünn                                         |
| Handels- und Gewerbekammer | Brünn                           | Moriz Ritter von Bauer                      | Fabrikant in Brünn                                               |
| Handels- und Gewerbekammer | Olmütz                          | Moriz Primavesi                             | Großhändler in Olmütz                                            |
| Handels- und Gewerbekammer | Olmütz                          | Emanuel Ritter von Proskowetz               | Fabrikant in Kwassitz                                            |
| Handels- und Gewerbekammer | Olmütz                          | Anton Schmidt                               | Papierfabrikant in Groß-Ullersdorf                               |
| Städte und Industrial-Orte | 1. Olmütz                       | August Weeber                               | Dr. jur., Advokat in Olmütz                                      |
| Städte und Industrial-Orte | 2. Iglau                        | Eduard Sturm                                | Dr. jur., Advokat in Wien                                        |
| Städte und Industrial-Orte | 3. Kremsier                     | Freiherr Ferdinand von Bojakowsky           | Bürgermeister in Kremsier                                        |
| Städte und Industrial-Orte | 4. Nikolsburg                   | Carl Lebwohl                                | Ledererzeuger in Nikolsburg                                      |
| Städte und Industrial-Orte | 5. Prossnitz mit Deutsch-Brodek | Carl Vojáček                                | Apotheker in Prossnitz                                           |
| Städte und Industrial-Orte | 6. Sternberg                    | Carl Mikulaschek                            | Fabrikant in Sternberg                                           |
| Städte und Industrial-Orte | 7. Znaim                        | Johann Haase                                | Gemeinderat in Znaim                                             |
| Städte und Industrial-Orte | 8. Trübau                       | Carl Frendl                                 | Dr. jur. Notar in Brünn                                          |
| Städte und Industrial-Orte | 9. Auspitz                      | Victor Morawitz                             | Dr. jur., ger.Adj. in Auspitz                                    |
| Städte und Industrial-Orte | 10. Boskowitz                   | Joseph Januschka                            | Statth. R. in Brünn (bis 1887)                                   |
| Städte und Industrial-Orte | 10. Boskowitz                   | Johann Žáček                                | Advokat in Olmütz (ab 1888)                                      |
| Städte und Industrial-Orte | 11. Gaya                        | Wenzel Paterna                              | Baumeister in Gaya                                               |
| Städte und Industrial-Orte | 12. Ungarisch-Hradisch          | Graf Friedrich von Schönborn                | Statthalter von Mähren (bis 1886)                                |
| Städte und Industrial-Orte | 12. Ungarisch-Hradisch          | Joseph Stanzl                               | Apotheker in Ungarisch-Hradisch (ab 1887)                        |
| Städte und Industrial-Orte | 13. Holleschau                  | Carl Bubela                                 | Großhändler in Wsetin                                            |
| Städte und Industrial-Orte | 14. Ungarisch-Brod              | Ludwig Brix                                 | Bürgermeister in Ungarisch-Brod                                  |
| Städte und Industrial-Orte | 15. Trebisch                    | Julius Kofránek                             | Advokat in Trebisch                                              |
| Städte und Industrial-Orte | 16. Datschitz                   | Joseph Sobotka                              | Advokat in Teltsch                                               |
| Städte und Industrial-Orte | 17. Neustadtl                   | Joseph Fanderlik                            | Dr. jur., Advokat in Olmütz                                      |
| Städte und Industrial-Orte | 18. Neutitschein                | Hugo Fux                                    | Dr. jur., Bürgermeister in Neutitschein                          |
| Städte und Industrial-Orte | 19. Freiberg                    | Franz Peřina                                | Bürgermeister in Freiberg                                        |
| Städte und Industrial-Orte | 20. Mährisch-Ostrau             | Joseph Hrachowiz                            | Bürgermeister in Mistek                                          |
| Städte und Industrial-Orte | 21. Weisskirchen                | Adolph Promber                              | Advokat in Brünn                                                 |
| Städte und Industrial-Orte | 22. Mährisch-Neustadt           | Eduard Kessler                              | Realitätenbesitzer in Mährisch-Neustadt (ab 1886)                |
| Städte und Industrial-Orte | 23. Prerau                      | Ignatz Wurm                                 | Domvikar in Olmütz                                               |
| Städte und Industrial-Orte | 24. Schönberg                   | Friedrich Ritter von Tersch                 | Bürgermeister in Schönberg                                       |
| Städte und Industrial-Orte | 25. Hof                         | Hans Lichtblau                              | Grundbesitzer in Bärn                                            |
| Städte und Industrial-Orte | 26. Müglitz                     | Bruno Steinbrecher                          | Dr. jur., Notar in Schönberg                                     |
| Städte und Industrial-Orte | 27. Kromau                      | Anton Dvořák                                | Advokat in Eibenschitz                                           |
| Landgemeinden              | 1. Brünn                        | Joseph Koudela                              | Advokat in Prossnitz                                             |
| Landgemeinden              | 2. Tischnowitz                  | Heinrich Orator                             | Wirtschaftsbesitzer in Laažnko                                   |
| Landgemeinden              | 3. Trübau                       | Anton Steiner                               | Gemeindeausschuss in Porstendorf                                 |
| Landgemeinden              | 4. Boskowitz                    | Alois Pražák                                | Advokat in Brünn und Minister                                    |
| Landgemeinden              | 5. Wischau                      | Ctibor Helcelet                             | Dr. jur., Advokat in Wischau                                     |
| Landgemeinden              | 6. Auspitz                      | Franz Nosek                                 | Grundbesitzer                                                    |
| Landgemeinden              | 7. Seelowitz                    | Johann Hruza                                | Handelsmann in Raigern                                           |
| Landgemeinden              | 8. Gaya                         | Franz Weber                                 | Pfarrer in Milotitz                                              |
| Landgemeinden              | 9. Ungarisch-Hradisch           | Joseph Pavlica                              | Grundbesitzer in Hrozná                                          |
| Landgemeinden              | 10. Kremsier                    | Johann Kozánek                              | Dr. jur., Advokat in Kremsier                                    |
| Landgemeinden              | 11. Prerau                      | Wolfgang Kusý                               | Dr. jur., Advokat in Brünn (bis 1886)                            |
| Landgemeinden              | 11. Prerau                      | Johann Rozkošný                             | Grundbesitzer in Krenowitz (ab 1887)                             |
| Landgemeinden              | 12. Holleschau                  | Franz Skopalik                              | Grundbesitzer in Zahlenitz                                       |
| Landgemeinden              | 13. Ungarisch-Brod              | Franz Šrom                                  | Dr. jur., Advokat in Brünn                                       |
| Landgemeinden              | 14. Iglau                       | Joseph Tuček                                | Dr. jur., Advokat in Brünn                                       |
| Landgemeinden              | 15. Trebitsch                   | Anton Meznik                                | Dr. jur., Advokat in Prag                                        |
| Landgemeinden              | 16. Datschitz                   | Joseph Purena                               | Bürgermeister in Mährisch-Budwitz                                |
| Landgemeinden              | 17. Neustadtl                   | Valerian Kallab                             | Advokat in Neustadtl                                             |
| Landgemeinden              | 18. Neutitschein                | Johann Moraw                                | Gemeindevorsteher in Waltersdorf                                 |
| Landgemeinden              | 19. Weisskirchen                | Carl Zapletal                               | Ökonomiebesitzer in Radwanitz                                    |
| Landgemeinden              | 20. Mistek                      | Rudolph Kallus                              | Stadtarzt in Frankstadt                                          |
| Landgemeinden              | 21. Wallachisch-Meseritsch      | Franz Srbecký                               | Pfarrer in Wallachisch-Meseritsch                                |
| Landgemeinden              | 22. Olmütz                      | Johann Jestřabek                            | Gemeindevorsteher in Groß-Wisternik                              |
| Landgemeinden              | 23. Prossnitz                   | Thomas Podivinský                           | Ökonom in Smrzitz                                                |
| Landgemeinden              | 24. Sternberg                   | Franz Kindermann                            | Erbgerichtsbesitzer in Andersdorf                                |
| Landgemeinden              | 25. Schönberg                   | Joseph Veith                                | Erbgerichtsbesitzer in Raigersdorf                               |
| Landgemeinden              | 26. Müglitz                     | Franz Maneth                                | Grundbesitzer in Medl (bis 1888)                                 |
| Landgemeinden              | 26. Müglitz                     | Wilhelm Raschendorfer                       | Grundbesitzer in Medl (1890)                                     |
| Landgemeinden              | 27. Littau                      | Joseph Svozil                               | Grundbesitzer in Klein-Senitz                                    |
| Landgemeinden              | 28. Znaim                       | Victor Hübner                               | Realitätenbesitzer in Znaim                                      |
| Landgemeinden              | 29. Budwitz                     | Thomas Šimbera                              | Pfarrer in Myslibořitz (bis 1885)                                |
| Landgemeinden              | 29. Budwitz                     | Johann Votava                               | Grundbesitzer in Hrottowitz (ab 1886)                            |
| Landgemeinden              | 30. Nikolsburg                  | Joseph Beigl                                | Bürgermeister in Öber-Wisternitz                                 |
| Landgemeinden              | 31. Mährische Enklaven          | Ernst Peschke                               | Erbgerichtsbesitzer in Rausen                                    |

## Parteipolitische Zugehörigkeit der Abgeordneten
Karl Bosl gibt folgende Verteilung der Abgeordneten auf Parteien/politische Richtungen an:
| Kurie                     | Nationalität | Partei/Richtung                                  | Anzahl |
| ------------------------- | ------------ | ------------------------------------------------ | ------ |
| Großgrundbesitzer         | ./.          | Konservative                                     | 5      |
| Großgrundbesitzer         | ./.          | Verfassungstreue/Liberales Zentrum               | 17     |
| Großgrundbesitzer         | ./.          | Mittelpartei                                     | 8      |
| Andere (außer Virilisten) | Deutsche     | Deutschfortschrittliche/Deutschfreisinnige       | 32     |
| Andere (außer Virilisten) | Tschechen    | Tschechischer Klub/Nationalpartei (Alttschechen) | 34     |
| Andere (außer Virilisten) | Tschechen    | Unabhängige                                      | 2      |